# 黑皮柳
黑皮柳（学名：Salix limprichtii）为杨柳科柳属下的一个种。

## 扩展阅读
- 維基物種上的相關：黑皮柳